# Лісне (Коломацький район)
Лісне — колишнє село в Коломацькому районі Харківської області, підпорядковувалося Шелестівській сільській раді.
Приєднане до села Шелестове 1997 року.
Лісне знаходилося за 1 км від Шелестового, за селом починається великий лісовий масив, за 1 км — станція Коломак.

## Принагідно
- Картка постанови[недоступне посилання з червня 2019]
- Мапіо